# Synagoga w Zgierzu
Synagoga w Zgierzu – nieistniejąca synagoga, która znajdowała się w Zgierzu przy obecnej ulicy Łódzkiej, dawniej Żydowskiej. Naprzeciw niej znajdował się dom rabina.
Synagoga została zbudowana w 1860 roku na miejscu starej synagogi. Rankiem 10 września 1939 roku, zaledwie kilka dni po wkroczeniu wojsk hitlerowskich do Zgierza, Niemcy podpalili synagogę. Jednak mieszkającym nieopodal Żydom udało się ugasić pożar. 27 października 1940 roku Niemcy po raz drugi podłożyli ogień i tym razem spłonęła ona doszczętnie.

## Opis synagogi
...budynek [synagogi] cudownie łączył różne rozwiązania architektoniczne: z zewnątrz zakomponowany był symetrycznie; wewnątrz miał imponującą kopułę, w której przedstawione były słońce, księżyc i gwiazdy. W czterech kątach synagogi znajdowały się cztery grube, wysokie kolumny, zaprojektowane na wzór balkonu Świątyni. Mieściło się tu siedemdziesiąt zwojów Tory i wiele świętych srebrnych naczyń. Pośrodku znajdował się bogaty pulpit, który – według inskrypcji – był darem Chany, wdowy po reb Dawidzie Hendliszu. Było tu także wiele kosztownych zasłon i pokryć na arkę. Jedna z jedwabnych zasłon, utkana w roku 5626 (1866), miała wplecione złote i srebrne nici. Pulpit pokrywał prawie dwustuletni obrus, uszyty w roku 5532 (1772). Był on zrobiony z jedwabiu i aksamitu i ozdobiony niemałą ilością srebrnych i szczerozłotych taśm. Obrus ten przerobiony został z zasłony, którą społeczność zgierska otrzymała od innej gminy w prezencie z okazji zbudowania synagogi.
(...) społeczność zgierska, jako jedna z najbogatszych w Polsce, zainstalowała w synagodze pięćdziesiąt ośmioramiennych elektrycznych żyrandoli.
Podczas pierwszej wojny światowej najpierw Rosjanie, a potem Niemcy dobrze się synagogą zaopiekowali. Niemieccy oficerowie, którzy często ją przeszukiwali, nie mieli słów na wyrażenie jej piękności.